# Sânpetru (okręg Braszów)
Sânpetru – wieś w Rumunii, w okręgu Braszów, w gminie Sânpetru. W 2011 roku liczyła 4819 mieszkańców.